# République autonome d'Abkhazie
Cet article concerne le gouvernement géorgien en exil. Pour le gouvernement de l'État partiellement reconnu, voir république d'Abkhazie.
La république autonome d'Abkhazie est de jure une subdivision de la Géorgie, créée en 1992, dont le territoire est administré de facto par les séparatistes de la république d'Abkhazie.
Un gouvernement en exil de l'administration de l'Abkhazie a été mis en place par la Géorgie en 2008, après la perte, lors de la guerre russo-géorgienne, de la Haute Abkhazie, portion du territoire sous contrôle géorgien (le reste du territoire ayant été perdu à la fin de la guerre d'Abkhazie). L'intégrité territoriale de la Géorgie est reconnue par la communauté internationale.

## Histoire
La république autonome d'Abkhazie remplace la république socialiste soviétique autonome d'Abkhazie. Le 21 février 1992, la junte au pouvoir en Géorgie restaure la Constitution de la république démocratique de Géorgie en remplacement de la Constitution de 1978 datant de l'époque soviétique. Le gouvernement géorgien déclare cependant que cette décision n'abrogera pas le statut d'autonomie de l'Adjarie et de l'Abkhazie. 
En réaction à ce changement de Constitution, une partie des députés du Conseil suprême de l'Abkhazie déclarent, le 23 juillet 1992, l'indépendance de la république autonome sous le nom de république d'Abkhazie. La Constitution de 1978 est abrogée et remplacée par celle de la République socialiste soviétique abkhaze. Les décisions sont invalidées par le Parlement géorgien. Le 30 juillet, une partie des députés du Conseil suprême, appartenant à Géorgie démocratique, proclament la république autonome d'Abkhazie.
La Géorgie répond le 13 août en envoyant les forces de sécurité reprendre le contrôle de l'Abkhazie. C'est le début de la guerre d'Abkhazie (1992-1993).
Après la guerre, la Géorgie perd le contrôle du territoire, à l'exception de la Haute Abkhazie, dont la population avoisine les 2 000 habitants (1-1,5 % de la population abkhaze d'après-guerre) et centrée autour de la vallée de Kodori (représentant 17 % du territoire de la république autonome d'Abkhazie). Le gouvernement géorgien proposa la tenue de discussion avec cinq parties au conflit : le gouvernement de la République autonome, le gouvernement des autorités de facto d'Abkhazie, et le gouvernement de la Géorgie, avec la Russie et les Nations unies, afin de déterminer le statut final de l'Abkhazie dans l’État géorgien. La partie abkhaze voulait être assurée que la Géorgie n'essayerait pas de résoudre la question par la force avant d'avoir été invitée à négocier.
De 1992 à 2006, la Haute Abkhazie est sous le contrôle des forces d'Emzar Kvitsiani, qui reconnaît l'autorité de la Géorgie sur la région. Il est représentant présidentiel dans la région de 1997 à 2003. Cependant, en 2005, sa milice, accusée d'« activités criminelles », est dissoute par le gouvernement central. Celui-ci reprend le contrôle de la localité lors d'une opération de police en 2006.
Entre septembre 2006 et août 2008, le gouvernement abkhaze reconnu par la Géorgie siège ainsi en Haute Abkhazie. Cependant, il fut contraint à l'exil en août 2008 lors de la guerre russo-géorgienne à la suite de la prise de la localité par les forces armées d'Abkhazie.
Le gouvernement en exil est responsable de la gestion d'environ 250 000 déplacés internes qui ont été forcés de quitter l'Abkhazie après la guerre d'Abkhazie et le départ forcé des Géorgiens de la région,.

## Statut, politique et organisation administrative

### Parlement en exil
Le Conseil suprême est actuellement composé de 19 membres, tous élus lors des élections de 1991. Les membres du Parlement national de 1991 représentant les circonscriptions situées en Abkhazie sont également membres du Conseil suprême,.
Le Conseil suprême nomme le gouvernement en exil.

## Compléments